# Carl Sandburg
Carl August Sandburg (6 de Janeiro de 1878 – 22 de Julho de 1967), foi um poeta, historiador, novelista e folclorista estadunidense. Nasceu em Galesburg, Illinois de uma família de suecos e morreu em Flat Rock, Carolina do Norte. Tornou-se conhecido por suas poesias e sua biografia de Abraham Lincoln, pelas quais recebeu o Prêmio Pulitzer. Um molde do rosto de Carl Sandburg, juntamente com o do cientista Albert Einstein, foi usado para formar o rosto do E.T do filme E.T. - O Extraterrestre de Steven Spielberg. Ele foi um homem sábio, com poesias profundas e marginalistas.

## Principal bibliografia
- In Reckless Ecstasy (1904) (poesia) (publicada originalmente como Charles Sandburg)
- Incidentals (1904) (poesia e prosa) (publicada originalmente como Charles Sandburg)
- Plaint of a Rose (1908) (poesia) (publicada originalmente como Charles Sandburg)
- Joseffy (1910) (prosa) (publicada originalmente como Charles Sandburg)
- You and Your Job (1910) (prosa) (publicada originalmente como Charles Sandburg)
- Chicago Poems (1916) (poesia)
- Cornhuskers (1918) (poesia)
- Chicago Race Riots (1919) (prosa) (com uma introdução de Walter Lippmann)
- Clarence Darrow of Chicago (1919) (prosa)
- Smoke and Steel (1920) (poesia)
- Rootabaga Stories (1922) (histórias infantis)
- Slabs of the Sunburnt West (1922) (poesia)
- Rootabaga Pigeons (1923) (histórias infantis)
- Selected Poems (1926) (poesia)
- Abraham Lincoln: The Prairie Years (1926) (biografia)
- The American Songbag (1927) (canções folclóricas)[1][2]
- Songs of America (1927) (canções folclóricas) (coligidas por Sandburg; editadas por Alfred V. Frankenstein)
- Abe Lincoln Grows Up (1928) (biografia [especialmente para crianças])
- Good Morning, America (1928) (poesia)
- Steichen the Photographer (1929) (história)
- Early Moon (1930) (poesia)
- Potato Face (1930) (histórias infantis)
- Mary Lincoln: Wife and Widow (1932) (biografia)
- The People, Yes (1936) (poesia)
- Abraham Lincoln: The War Years (1939) (biografia)
- Storm over the Land (1942) (biografia) (excertos da obra de Sandburg Abraham Lincoln: The War Years)
- Road to Victory (1942) (catálogo de exposição) (texto de Sandburg; imagens compiladas por Edward Steichen e publicado pelo Museum of Modern Art)
- Home Front Memo (1943) (ensaios)
- Remembrance Rock (1948) (romance)
- Lincoln Collector: the story of the Oliver R. Barrett Lincoln collection (1949) (prosa)
- The New American Songbag (1950) (canções folclóricas)
- Complete Poems (1950) (poesia)
- The Wedding Procession of the Rag Doll and the Broom Handle and Who Was In It (1950) (histórias infantis)
- Always the Young Strangers (1953) (autobiografia)
- Selected Poems of Carl Sandburg (1954) (poesia) (editado por Rebecca West)
- The Family of Man (1955) (catálogo de exposição) (introdução; imagens compiladas por Edward Steichen)
- Prairie-Town Boy (1955) (autobiografia) (essencialmente excertos de Always the Young Strangers)
- Sandburg Range (1957) (prosa e poesia)
- Harvest Poems, 1910–1960 (1960) (poesia)
- Wind Song (1960) (poesia)
- The World of Carl Sandburg (1960) (produção de palco) (adaptado e encenado por Norman Corwin, leituras dramáticas de Bette Davis e Leif Erickson, voz e guitarra de Clark Allen, com aparição final do próprio Sandburg.)
- Carl Sandburg at Gettysburg (1961) (documentário)
- Honey and Salt (1963) (poesia)
- The Letters of Carl Sandburg (1968) (autobiográfico/correspondência) (editado por Herbert Mitgang)
- Breathing Tokens (poesia de Sandburg, editado por Margaret Sandburg) (1978) (poesia)
- Ever the Winds of Chance (1983) (autobiografia) (iniciada por Sandburg, completada por Margaret Sandburg e George Hendrick)
- Carl Sandburg at the Movies: a poet in the silent era, 1920–1927 (1985) (selecção das suas críticas a filmes mudos; coligidas e editadas por Dale Fetherling e Doug Fetherling)
- Billy Sunday and other poems (1993) (editado com uma introdução de George Hendrick e Willene Hendrick)
- Poems for Children Nowhere Near Old Enough to Vote (1999) (compilado e com uma introdução de George e Willene Hendrick)
- Poems for the People. (1999) 73 poemas descobertos dos seus anos iniciais em Chicago, editados com uma introdução de George Hendrick e Willene Hendrick
- Abraham Lincoln: The Prairie Years and the War Years (2007) (edição ilustrada com uma introdução de Alan Axelrod)

### Materiais de arquivo
- Oliver Barrett-Carl Sandburg Papers - Newberry Library
- North Carolina Writers Photographs Collection, J Murrey Atkins Library, UNC Charlotte
- Sandburg Series in the Harry Golden papers, J Murrey Atkins Library, UNC Charlotte
- Guide to the Carl Sandburg and Ruth Falkenau Correspondence 1919-1930 - University of Chicago Special Collections Research Center
- Guide to the Carl Sandburg-Joseph Halle Schaffner Collection 1927-1969 - University of Chicago Special Collections Research Center
- Sandburg-Page Papers. Yale Collection of American Literature, Beinecke Rare Book and Manuscript Library.
- Alan Jenkins (AC 1924) Carl Sandburg Collection - Amherst College Archives & Special Collections